# 少數派政府
少數派政府（英語：Minority government），又称少数派内阁、少數政府，是指執政黨或執政聯盟在议会未獲過半數席次下組成內閣的政府型態，又稱朝小野大。一般而言，少數派政府施政效率較差、組成也不如多數派政府穩定，因為在野黨擁有足夠的席次否決政府提出的法案、人事案和預算案，甚至以不信任动议做為威脅手段以阻擋政府施政；也正因如此，處於弱勢的少數政府需要在不同立場的政党之間尋求妥協，若未能處理得當，往往面臨解散內閣的下場。

## 定義
在議會制政體，少數派政府為執政黨的議席不過半，但得到部份在野黨的信任供给而達到相對的簡單多數來維持運作；與聯合政府不同的是，信任供給的在野黨并不直接參與組織政府。

## 特點
- 執政黨掌握行政權，但在議會無法取得過半席位
- 在野黨掌握立法權，即使無法成為執政黨，但可以阻礙政府推行政策和財政預算
- 行政權和立法權對立，形成互相制衡

## 懸峙國會
「懸峙國會」是指在採取議會制的政體，選後沒有任一黨派取得絕對多數議席的情況；此時，通常會由席次最多的政黨出面尋求理念相近的黨派組建聯合政府。由於內閣制之下政府的組成本身就需要獲得議會多數支持，因此在議會制中所指的少數派政府並不是指聯合政府未獲議會多數支持，而是指執政聯盟席次加總未能取得絕對多數。這種型態的政府因為本身屈居少數的劣勢地位而多半不穩定，如果與其他信任供給的在野黨之間信任度不足，很容易就發生在表決法案時「倒戈」的狀況，嚴重的話甚至可能演變為內閣改組或倒閣；也往往為了謀求議會支持而不斷修正原本的執政路線。
懸峙國會通常在採取比例代表制的地區較容易發生。這是因為在大部分西敏制的地區，每個選區以簡單多數制選出1名議員，有利兩大政黨囊括大部分議席，不利較小政黨，故懸峙國會出現的機會較低。例如英國的工黨在2005年英国大选全國僅取得35%票數，但取得的議席百分比為55%，仍可以繼續單獨執政。而在歐洲，採取比例代表制的國家，如丹麥、挪威、瑞典等，少數派聯合政府則是常態，反對黨亦有可能會在閣外支持執政黨。

### 英國
英國作為傳統的西敏制及兩黨制國家，過去甚少出現聯合政府，自20世紀後多次出現少數政府，例如工黨在1920年代兩次短暫執政的時期皆是少數派政府，並獲自由黨在閣外支持。1974年2月舉行的英國大選后，工黨亦獲自由黨支持，組建少數政府，直至同年10月，工黨勝出大選，再次組建多數黨政府。
2010年英國大選，執政工黨和在野保守黨均未能取得過英國下議院過半數議席，出現36年以來首次的懸峙國會，各黨派在大選後商討籌組聯合政府。最終保守黨和下議院第三大黨自由民主黨組建聯合政府。
2017年英國大選，保守黨選舉失利，失去下議院的多數，最終與北愛爾蘭民主統一黨達成協議，組建少數派政府。

### 加拿大
在加拿大，不論是聯邦和省政府，經常出現少數派政府，聯邦政府方面，包括1957－1958年、1962－1968年、1972－1974年、1979－1980年、2004－2011年及2019年至今出現少數派政府，少數派政府壽命平均只有18個月，而史蒂芬·哈珀領導兩年半的少數派政府則實屬例外（若計算兩屆任期，其少數派政府則長達五年三個月）。由於不信任動議足以拖垮少數派政府，少數派政府的任期一般較短。少數派政府的總理也會被迫較頻繁地提早大選，其中一個原因是希望在選舉取得過半議席以繼續執政，而加拿大的簡單多數制選舉制度有利於自由黨和保守黨，兩黨得以在過去150多年輪流執政，包括兩黨各自的少數政府時期，而自由黨和保守黨皆希望單獨執政，儘量不會與左派的新民主黨及主張魁北克獨立的魁人政團組建聯合政府。新民主黨多數支持意識形態相近的自由黨少數政府，但魁人政團就比較機會主義，即是既可以支持自由黨也可以支持保守黨，只要能給到魁北克更多好處，魁人政團就支持那一黨，所以少數政府經常出現。

### 日本
日本自二戰後形成「55年體制」，即1955年起由自民黨長期執政的政治格局，不過自民黨並未能獲得國會眾議院的三分之二絕對多數，參議院更是自1989年起無法過半（僅在2016－2019年除外），因此自1999年起，自民黨與公明黨組建自公聯合政府。由於兩黨席次向來差距甚大，彼此之間並不是處於實力對等的狀態，因此依照慣例由自民黨出任首相與大多數閣員，公明黨則會保有至少一席的閣員位置。
2024年眾議院選舉中，自公聯合政府雖然仍然獲得最多議席，但未能取得過半數，自民黨總裁石破茂在隨後的內閣總理大臣指名選舉中成功連任，組建少數派政府。

### 澳洲
在澳大利亞，澳大利亞國會參眾兩院一直權力均等，但澳大利亞總理是由眾議院選出，執政黨亦需要在眾議院維持多數才可以繼續執政。參議院因是複數選區比例代表制，因此主要政黨長期難以單獨過半，需要與其他政黨協商通過法案。
2010年澳洲聯邦大選後，澳大利亞工黨選舉失利，失去眾議院的多數，形成懸峙國會，最終獲澳大利亞綠黨及數名獨立議員支持，組建少數派聯合政府。

### 紐西蘭
新西蘭在1996年採行聯立制後，兩大主要政黨工黨及國家黨均難以單獨取得過半數議席，而需要與其他小黨組建聯合政府。大部分時候，席次最多的政黨會尋求握有關鍵席次的小黨結盟，但2017年－2020年間第一次阿爾登內閣卻是意外的由第一大黨以外的政黨聯合組閣，當時席次最多的右翼主要政黨國家黨與極右翼的新西蘭優先黨談判破局，導致優先黨倒戈加入左翼的工黨政府，形成左右翼聯合執政的罕見局面。

## 總統制國家
與議會制不同，在總統制國家，由於行政權與立法權互不隸屬，少數派政府指的是執政黨在議會無法取得絕對多數席次，形成朝小野大的態勢。此時少數派政府並不一定會趨居劣勢，特別是在總統制的國家，通常會發生政府、議會兩方互相對抗的情形；一旦陷入僵局，將可能導致司法權介入，嚴重的話甚至會引發憲政危機。在實行總統制的國家中，總統領導的政府屬於執政黨，反對黨僅能在國會起監督和制衡作用。

### 秘魯
秘魯是總統制國家，國會是比例代表制產生。
第18屆秘魯國會中祕魯人變革只佔國會130席中的15席，但仍有執政黨的地位），但秘魯國會由反對黨控制，意味總統施政時必須與國會協商、甚至屈服於國會方能執行政策，例如執政黨同意通過經反對黨協商的預算案，但一般須增加公共开支。

### 美國
美國因為總統與國會任期交錯的關係，加上國會的期中選舉制度，總統與國會分屬不同政黨掌控的情況可說是十分常見。然而因為美国总统本身擁有相當大的行政權力，且《憲法》的設計本來就是要讓總統與國會相互制衡，因此這樣的局面並不會讓總統領導的行政權處於弱勢，相反的常是處於雙方分庭抗禮的狀態，甚至出現過數次因預算問題聯邦政府與聯邦國會互不相讓，導致美國政府停擺的狀況。

### 南韓
大韩民国於1987年民主化之後，因為總統任期和國會任期交錯（總統5年、國會4年）的緣故，以及因《憲法》要求總統保持超黨派地位等因素，歷屆總統少有能穩定掌握國會多數者。韓國的政治體制偏向總統制，總理必需經由國會同意任命，而國會各個政黨間又時常發生議員脫黨、跑票或是政黨改組、合併等情事，再加上總統任期僅五年且不得連任，因此歷來的執政黨幾乎都是處於少數執政的狀態；僅有在李明博政府（2009－2013）、朴槿惠政府初期（2013－2016）、文在寅政府後期（2020－2022）以及李在明政府初期（2025－）是由總統領導的執政黨掌握國會多數，其餘時間皆為少數政府，總統難以取得國會信任，施政經常受阻，甚至面臨被弹劾的局面（盧武鉉和尹錫悅即是因之被國會彈劾）。

## 半總統制國家

### 法國
在法國，自1958年第五共和成立以來實行半總統制，由於總統擁有任免總理和解散國會的權力，故可反制衡國會權力，但總統須通過總理和維持執政黨掌握的多數席位才能維持執政。因總統和國會任期不相同，2002年以前總統任期是七年，參議院九年，國民議會五年，因而曾經出現三次左右共治的局面，但第五共和大部分時期單一政黨均能控制國會。1986至1988年，1993至1995年和1997至2002年是左右共治時期。而1988至1993年和2022年至今，執政黨是國會最大政黨，但並未掌握多數，須與反對黨協商通過法案。

### 中華民國
中華民國在第四次修憲之後偏向總統議會制之半總統制，行政院院長（相當於其他國家的內閣總理）由總統直接任命，毋須再經由國會同意，因此開啟出現少數政府的可能。第一次少數政府出現於2000年5月至2008年5月陳水扁政府執政期間，因反對黨結盟且席次過半，因此出現少數政府的情況，在野的國親聯盟曾封殺不少政府提出的重要議案和法案，包括向美国採購軍備的預算案、大法官與監察委員的人事同意案、以及推動轉型正義的相關法律等。
第二次的少數政府則是出現於2016年2月1日至5月20日期間的馬英九政府，因政黨輪替的過渡期間而產生看守政府。改選後立法院任期於2月1日開始，2016年贏得執政權的民進黨在第9屆立法院擁有過半席次，而總統當選人蔡英文在同年5月20日才正式上任。在此期間，時任總統馬英九曾提議由多數黨組閣，但民進黨以過去無此憲政慣例以及與憲法權力分立設計產生衝突為由並未同意；而民進黨表態推動提前交接，但亦未能成案。
第三次少數政府、第四次少数政府則出現在2024年2月1日至5月20日看守的蔡英文政府及之後的賴清德政府，由於執政的民進黨無法在第11屆立法院取得過半席位，因此再度出現少數政府的局面，其後民進黨支持者以立法院存在缺失為由對其發動大罷免潮。

### 羅馬尼亞
在羅馬尼亞，總統和國會共同分享權力，一旦未能達成共識，國會可以彈劾總統迫使其下台，一旦總統所屬的政黨在國會並非多數，國會由總理及反對黨主導，並與總統關係緊張並兩度通過彈劾總統，但彈劾總統的決議案只要在公民投票無法通過，總統才得以保住職權。